# Nathalie Loriers

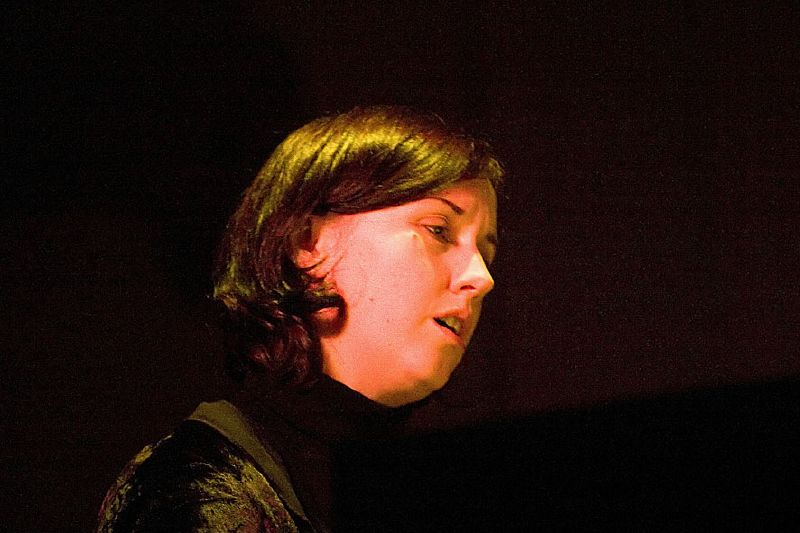
Nathalie Loriers

Nathalie Loriers (Namen, 27 oktober 1966) is een Belgische jazzpianiste and componiste. 
In 1991 vormde Loriers haar eigen kwartet met Kurt Van Herck (saxofoon), Philippe Aerts (contrabas) en Mimi Verderame (drum). Ze heeft eveneens haar eigen trio met Salvatore La Rocca (contrabas) en Hans Van Oosterhout (drum). Ze speelt ook bij het Brussels Jazz Orchestra.
In 1999 won Nathalie Loriers de Gouden Django (Django d'Or).